# Средњовековни локалитет са остацима цркве Св. Пантелејмона и некрополом
Средњовековни локалитет са остацима цркве Св. Пантелејмона и некрополом налази се у Нишу, општина Пантелеј Нишавски управни округ. Потиче с краја 12 века.  Уврштен је у листу заштићених споменика културе Републике Србије (ИД бр. СК 777).

## Историја
Остаци цркве Св. Пантелејмона са  некрополом налазе се у пространој порти, око педесетак метара од садашње истоимене цркве Св. Пантелејмона. Према писању Стефана Првовенчаног цркву је крајем 12. века саградио Стефан Немања после заузимања Ниша од Византије. Делимично изведена археолошка истраживања указала су на постојање двеју култних грађевина: једне ранохришћанске базилике из 4. или 5. века и једне средњевековне цркве. Од Немањине цркве остали су делови олтарске апсиде (олтарски простор) и мањи трагови зидова, који омогућавају да се бар приближно одреди простор који је црква покривала.
Унутар и око остатака култних грађевина установљено је средњевековно велико гробље која није у потпуности истражено. 

## Археолошко истраживање
Прва истраживања су обављена током 1966. и 1969. године, када су откривени остаци средњовековне цркве и делимично истражена средњовековна некропола са 149 гробова. Нова истраживања су обављена у периоду од 2002. до 2007. За сада је испитано укупно 149 гробова, са и без гробне конструкције. Евидентно се издвајају два нивоа укопавања, млађи без налаза и старији са бројним гробним прилозима. Иако некропола није у потпуности истражена, бројни и претежно сребрни накит, и накит од полудрагог камена и бронзе сасвим одређено указују да се ради о некрополи једног знатно развијенијег средњовековног градског насеља.